# 菲鲁扎·萨迪科娃
菲鲁扎·萨迪科娃（Feruza Sadikova，2002年4月23日—），乌兹别克斯坦女子跆拳道运动员，2022年世界跆拳道锦标赛女子62公斤级铜牌得主、2023年世界跆拳道锦标赛女子62公斤级铜牌得主。